# Asuntos ambientales en Australia

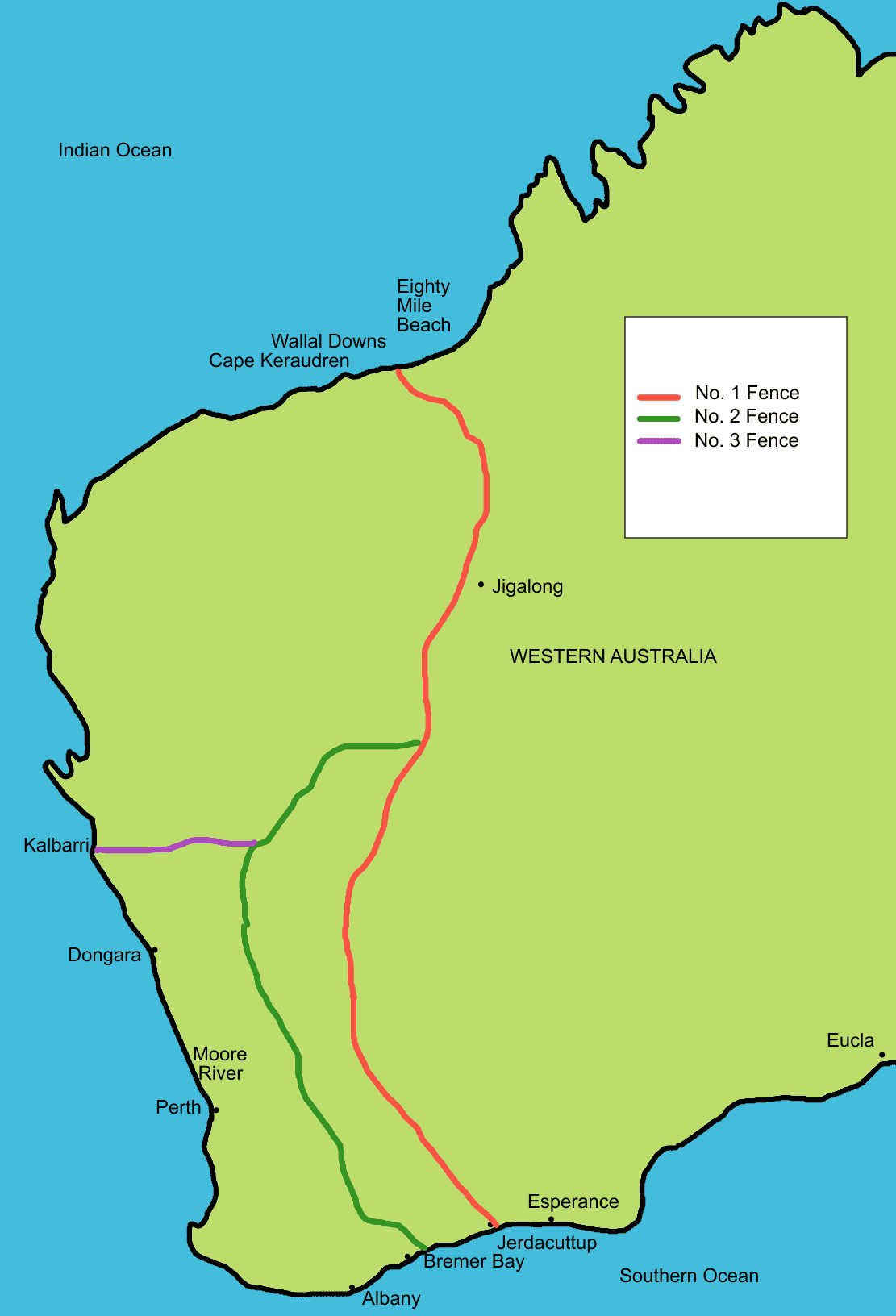
Una cerca a prueba de conejos impone una barrera para proteger las áreas agrícolas en Australia Occidental. Los conejos son una especie invasora en Australia.

El departamento de Asuntos ambientales en Australia describe una serie de cuestiones ambientales que afectan el medio ambiente de Australia. Hay una serie de cuestiones de este tipo, algunas de ellas relacionadas con la conservación en Australia, mientras que otras, por ejemplo, son el deterioro del estado de la cuenca del Murray–Darling que tienen un efecto directo y grave sobre el uso de la tierra y la economía.
Muchas actividades humanas, incluyendo el uso de recursos naturales, tienen un impacto directo en el medio ambiente australiano.Estas cuestiones son la principal preocupación del movimiento ambiental en Australia.

## Cambio climático
El cambio climático es un importante punto de vista político en Australia en las últimas dos décadas. La sequía persistente y las restricciones de agua resultantes, durante la primera década del siglo XXI son un ejemplo de los eventos naturales atribuidos por los principales medios de comunicación al cambio climático. Australia se sitúa entre los diez primeros países a nivel mundial con respecto a las emisiones de gases de efecto invernadero per cápita.

## Conservación
Véase también: Fauna de Australia y Flora australiana

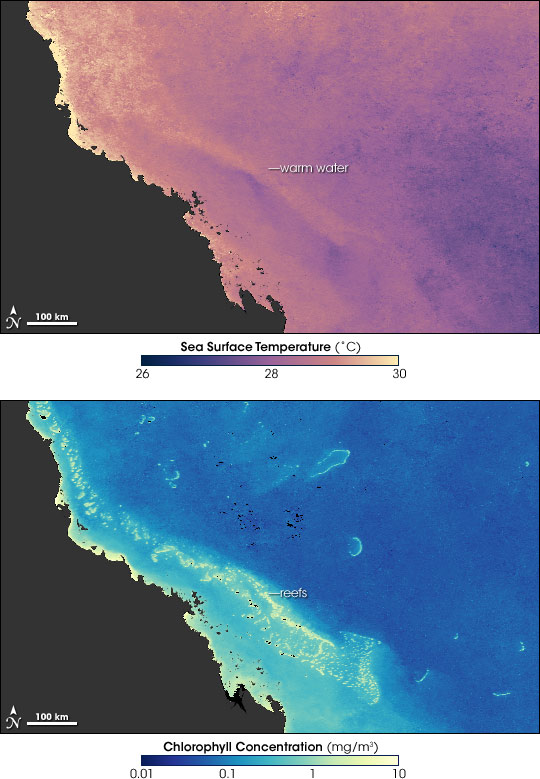
Recientes informes sobre el cambio climático han puesto de manifiesto la amenaza de la elevación de la temperatura del agua en la Gran Barrera de Coral

La conservación en Australia es una cuestión de política estatal y federal. Australia es uno de los países con mayor diversidad biológica del mundo, con una gran parte de especies endémicas de Australia. Preservar esta riqueza de biodiversidad es importante para las generaciones futuras.
Un problema de conservación clave es la preservación de la biodiversidad, especialmente protegiendo los bosques tropicales restantes. La destrucción del hábitat por las actividades humanas, incluida la limpieza de los campos, sigue siendo la principal causa de pérdida de biodiversidad en Australia. La importancia de las selvas tropicales australianas para el movimiento de conservación es muy alta. Australia es el único país occidental que tiene grandes áreas de selva intacta. Los bosques proporcionan madera, medicinas y alimentos y deben ser manejados para maximizar los posibles usos. En la actualidad, hay una serie de movimientos ambientales y activistas que defienden la acción para salvar el medio ambiente, y una de esas campañas es el Big Switch.
Aspectos relacionados con la ordenación de la tierra, entre ellos la limpieza de la vegetación nativa, la repoblación forestal de zonas desbrozadas, el control de malezas y plagas exóticas, la expansión de la salinidad de las tierras secas y la modificación de los regímenes de incendios. Se ha informado ampliamente que la intensificación del uso de recursos en sectores como la silvicultura, la pesca y la agricultura contribuyen a la pérdida de biodiversidad en Australia. Los ambientes costeros y marinos también han reducido la biodiversidad debido a la reducción de la calidad del agua causada por la contaminación y los sedimentos derivados de los asentamientos humanos y la agricultura. En el centro de Nueva Gales del Sur, donde hay grandes llanuras de pastizales, los problemas han aumentado.

### Conservación marina
Uno de los problemas más destacados con la conservación marina en Australia es la protección de la Gran Barrera de Coral. Las presiones ambientales de la Gran Barrera de Coral incluyen la calidad del agua de la escorrentía, el cambio climático y el blanqueamiento masivo de coral, los brotes cíclicos de las estrellas de mar de la corona de espinas, la sobrepesca y los accidentes marítimos.

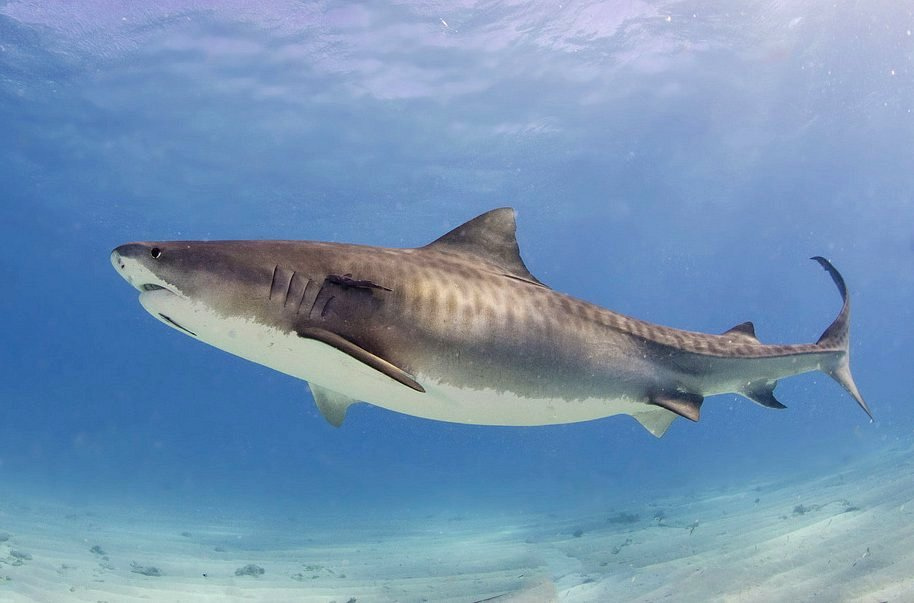
Los tiburones tigres han sido eliminados en gran número en Australia Occidental, degradando el ambiente

La matanza de tiburones ha causado la degradación ambiental. En  Australia Occidental se produjo la matanza de tiburones en 2014, matando decenas de tiburones tigre y causando la protesta pública. Más tarde ese año el proyecto fue abandonado, pero el gobierno de Australia Occidental continúa disparando y matando tiburones que cree son una «amenaza inminente» a los seres humanos; esta política fue criticada por la senadora Rachel Siewart por ser perjudicial para el medio ambiente. Desde 1962 hasta la actualidad, Queensland ha matado a los tiburones con líneas de anzuelos, un proceso que también mata a otros animales como los delfines. Nueva Gales del Sur tiene redes que matan a los tiburones y la vida marina.

### Especies invasoras

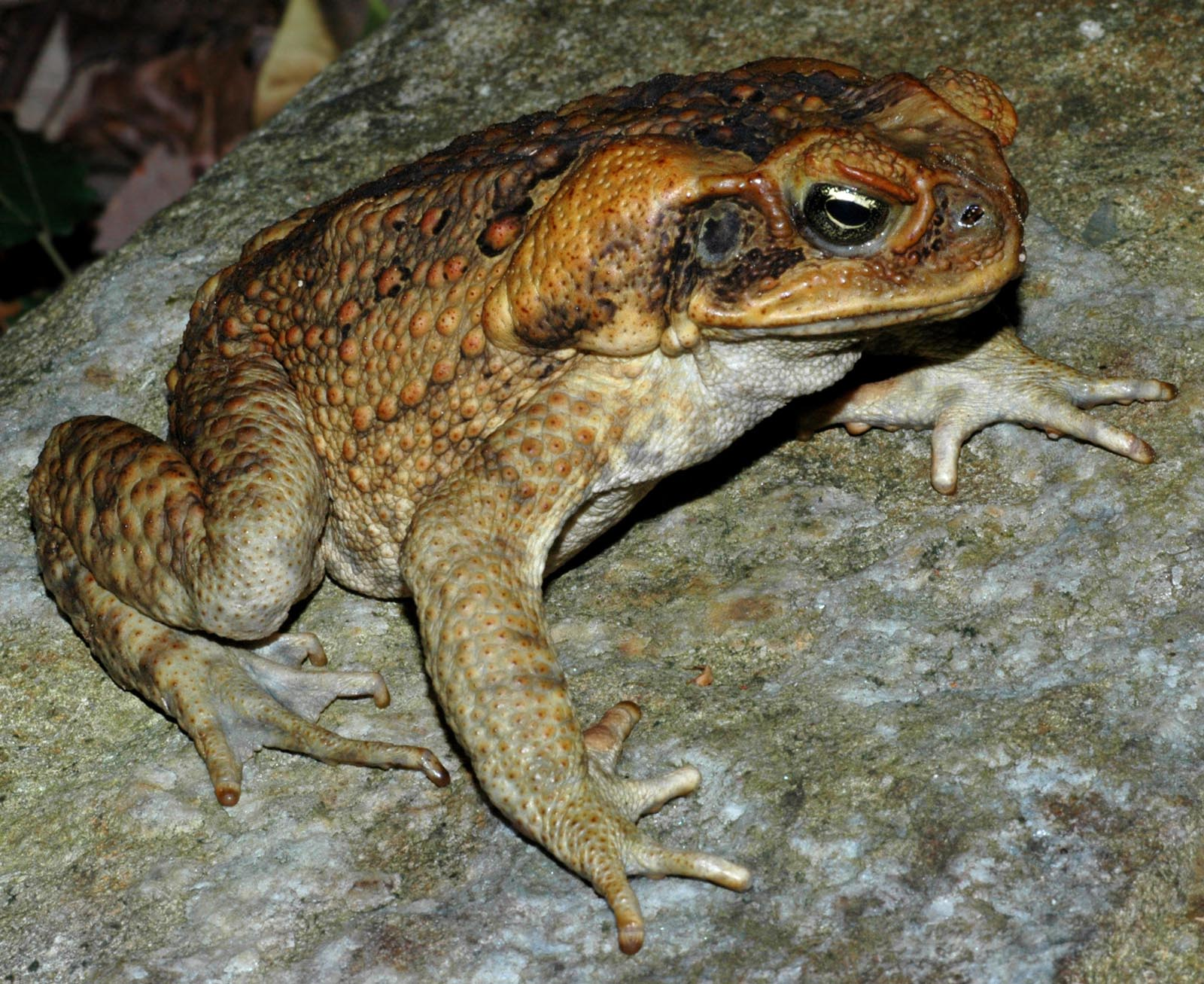
Sapos de caña

El aislamiento geográfico de Australia ha dado lugar a la evolución de muchas delicadas relaciones ecológicas que son sensibles a los invasores extranjeros y en muchos casos no proporcionó depredadores naturales para muchas de las especies introducidas posteriormente. Las plantas introducidas que han causado problemas extensos son lantana y el arbusto de la pera espinosa. La introducción y propagación de animales como el sapo de caña o el conejo puede interrumpir los equilibrios existentes entre las poblaciones y convertirse en problemas ambientales. La introducción del ganado en Australia y en menor medida del dingo, son otros ejemplos de especies que han cambiado el paisaje. En algunos casos la introducción de nuevas especies puede conducir a plagas ya la extinción de especies endémicas.
La especie introducida del zorro rojo ha causado la extinción de varias especies. Tasmania toma la amenaza de la introducción del zorro rojo tan en serio que tiene un grupo de trabajo patrocinado por el gobierno para evitar que las poblaciones de zorros se apoderen de la isla.